# Model forestal
La idea de la creació de models forestals va néixer al Canadà de la necessitat de demostrar i avaluar la pluridisciplina i compartir els millors mètodes de gestió per a cada context històric i biogeogràfic, mentre que el bosc creix i s'executa en qualsevol temps inusualment llarg per a les activitats humanes.
A la Cimera de la Terra celebrada a Rio de Janeiro al juny de 1992, Canadà va proposar compartir i expandir la seva xarxa, el que ha existit una secretaria es va establir el 1995 (Secretaria de la Xarxa Internacional de Models Forestals, SXIMF) i afavorida pel Centre de recerca per al Desenvolupament Internacional (CRDI).
Aquests boscos van ser els primers laboratoris i mostra les millors tècniques d'operació i gestió forestal i els seus interessos s'han ampliat a l'ecologia forestal per a l'avaluació de mètodes de gestió i bioindicadors, la resiliència ecològica, la importància de la fusta morta, els usos tradicionals del bosc, inclosos els recursos diferents de la fusta, i finalment a la governabilitat i el suport de la societat civil en la gestió de conflictes o la incorporació de certificació ecològica a la planificació i ordenació integrades dels recursos. En particular, els enfocaments inspirats de l'ecocertificació o ecosociocertificació forestal.

## Xarxa Internacional de Models Forestals (XIMF)
És una ONG formada per socis disposats per a l'ús sostenible dels boscos i el desenvolupament de models de gestions forestals representatives de tots els ecosistemes forestals i enriquits l'un de l'altre les lliçons apreses dels models forestals existents al món, via;
- Foment de les iniciatives de desenvolupament sostenible
- Les ciències forestals encreuades amb les ciències socials
- La cooperació internacional i una xarxa d'intercanvi de coneixements i saber fer per a la difusió dels mètodes de gestió i conservació « que contínuament generen beneficis per a la humanitat[1] ».

Els models forestals s'han creat en diversos països, fins i tot en les zones urbanes, amb el Japó model forestal de Shadan Hojin deKyoto (oficialment iniciat el novembre de 2006 amb un pressupost inicial de 90 milions de iens (765.000 $ EUA) el 2007 per finançar el manteniment i millora dels boscos, promoure "escoles verdes i comunitats", promoure projectes d'ocupació forestal i la consciència ambiental local i l'estudi dels boscos.

## Superfícies[2]
El 2006, 41 models forestals cobrien 55.309.350 d'hectàrees en 18 països.
•	La més gran va ser a Chiquitano amb 20,4 milions d'hectàrees a Bolívia.
•	El més petit és el d'Ulot Watershed (Filipines) amb 86.514 ha.
•	A Canadà, el 2006 albergava més de 923.000 ha en els boscos de l'oest de Terranova, els boscos de Foothills (2.750.000 ha), el bosc Crie de Waswanipi 3,3 milions, el del Lake Abitibi (1,2 milions d'hectàrees), el del Prince Albert (360 000 hectàrees), els de Nova Forest Alliance (458 000 hectàrees), el bosc de Fundy (420.000 ha), grups de l'est d'Ontario (1,53 milions de ha) i bosc McGregor (7,7 milions d'hectàrees) de boscos a Bas-Saint-Laurent (113 100 ha) i Manitoba (1.048.000 ha), per un total acumulat la més gran superfície.